# Kraftstoffanzeige

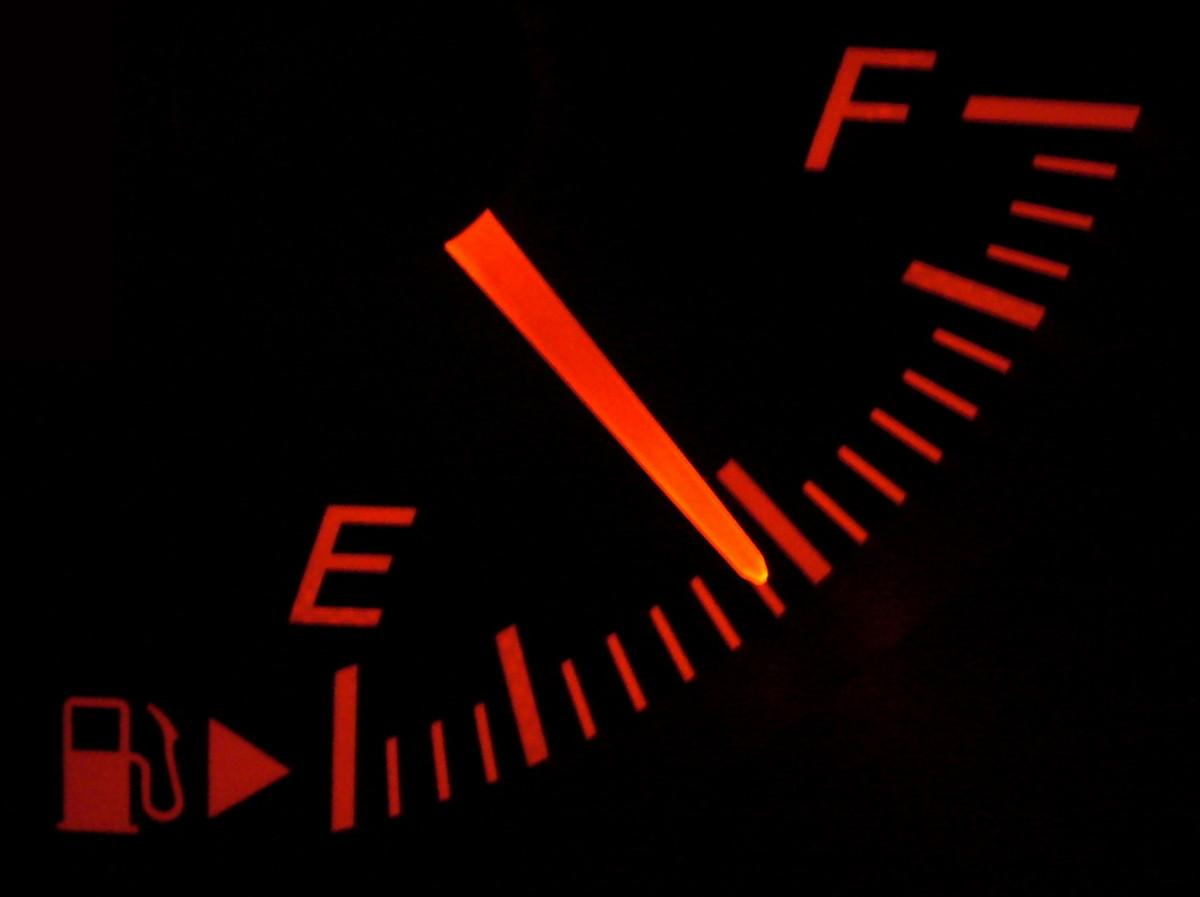
Tankanzeige in einem Pkw. Der kleine Pfeil am Zapfsäulen-Symbol in der Tankanzeige zeigt, wo sich der Tankdeckel befindet. So kann man vor dem Tanken sofort sehen, ob man von rechts oder von links an die Zapfsäule ranfahren muss.

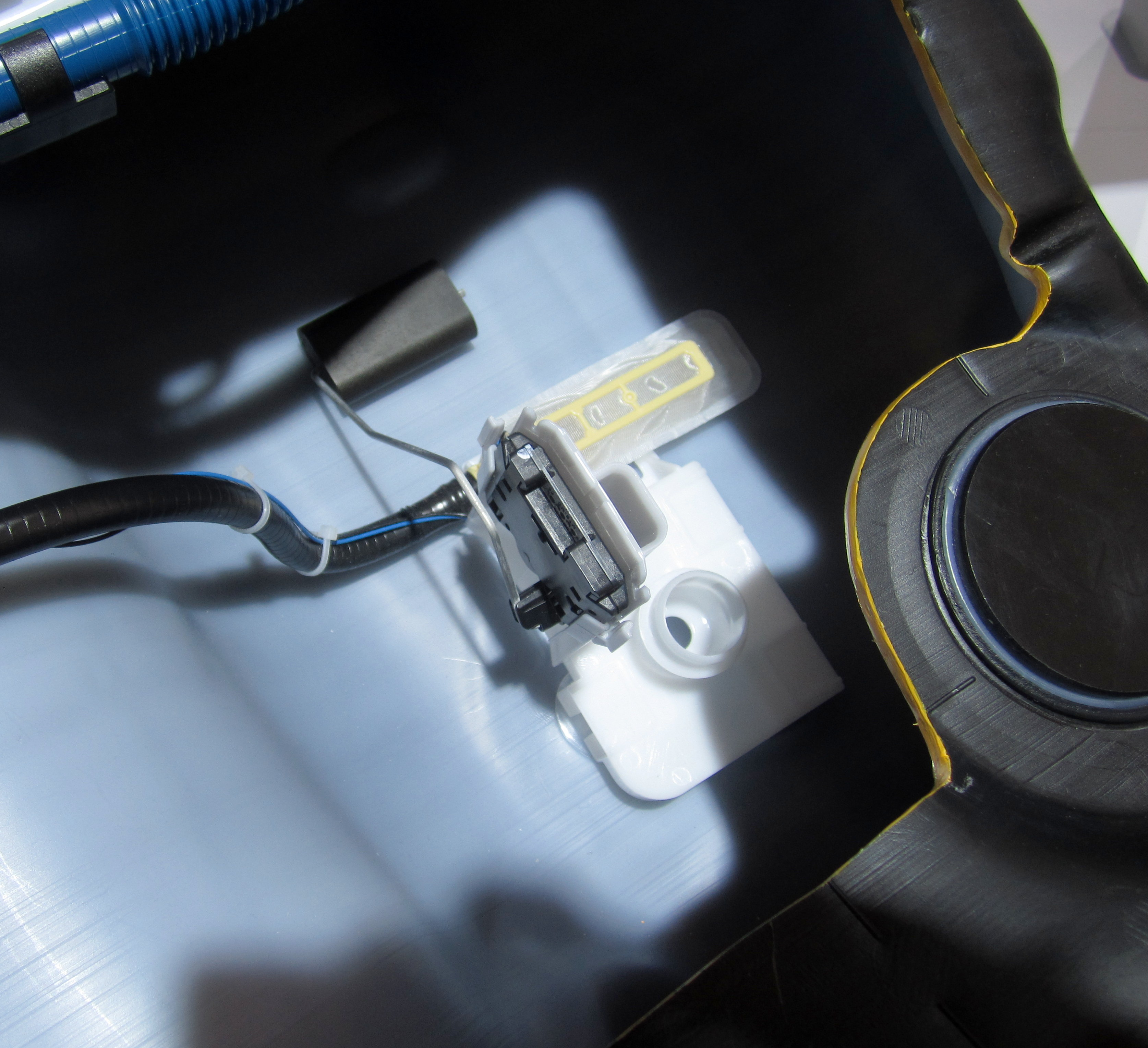
Tankgeber und Ansaugstutzen mit Filter im Kraftstofftank

Die Kraftstoffanzeige (auch Tankanzeige, Tankuhr oder Benzinuhr genannt) soll bei Kraftfahrzeugen eine Einschätzung des noch verfügbaren Kraftstoffvorrats ermöglichen, der für die Reichweite entscheidend ist. 
Dazu ist im Blickfeld des Fahrers ein Anzeigeinstrument positioniert, das zumeist mit einem analogen Zeigerstand zwischen den Marken Voll und Leer, mit Teilstrichen für Viertel-, Halb- und Dreiviertelfüllung sowie einer meist roten Markierung für Reserve den Fahrer informiert. Oft ist auch ein (meist gelbes) Lämpchen zusätzlich installiert, um anzuzeigen, wann der Kraftstoffvorrat gänzlich zur Neige geht. Der Vorrat kann auch in Litern angezeigt werden.
Für die Anzeige muss innen im Kraftstoffbehälter ein analoger Sensor eingebaut sein. Früher war das ein mit Luft gefüllter, verlöteter Messing-Schwimmer, der an einer Achse drehbar gelagert war. Mittels eines Umlenkhebels wurde die Höhe des Kraftstoffpegels mechanisch mit einem Bowdenzug an ein Zeigerinstrument am Armaturenbrett weitergegeben (VW Käfer der 1960er Jahre). 
Heute haben Tanks ein Schwimmerrohr mit einem Kunststoffschwimmer, dessen vertikaler Höhenstand einen elektrischen Widerstand verändert. Das Anzeigeinstrument misst den Widerstand und zeigt den Füllstand an, meist im heute üblichen Kombiinstrument. Eine verbreitete Standardgröße ist 240–33 Ohm, 240 bei vollem und 33 bei leerem Tank. Außer diesen passiven Tankgebern gibt es aktive Tankgeber, die eine variable Spannung ausgeben. Bei der Konstruktion ist auf den Explosionsschutz zu achten.
Eine andere heute verwendete Variante misst mit Durchflusssensoren die Mengen an Kraftstoff, die hinzugefügt und entnommen werden und berechnet daraus den aktuellen Füllstand. Da jedoch nie tatsächlich ein Füllstand gemessen wird, neigen solche Systeme zu Fehlern, die das Gerät nicht selbstständig erkennen kann. So kommt es vor, dass der Sensor am Einfüllstutzen nicht mit allen Zapfpistolen funktioniert und eine falsche oder gar keine Menge Kraftstoff gemessen wird. Das führt dazu, dass die Tankanzeige für den Rest der Tankfüllung „leer“ anzeigt und es unmöglich ist abzuschätzen, wann der Tank tatsächlich leer ist.
Frühere Fahrzeuge hatten zum Teil keine Tankanzeige (zum Beispiel VW Sparkäfer bis 1966). Stattdessen war unten am Tankauslauf ein meist mit dem Fuß umschaltbares Kraftstoffventil angebracht (Reservehahn): Bei Normalfahrt wird der Kraftstoff aus einem Röhrchen in einigen Zentimetern Höhe abgelassen, nach dem Umschalten steht dann der Pegel unterhalb des Röhrchens noch für einige Kilometer zur Weiterfahrt zur Verfügung. Diese Röhrchen-Bauart ist noch heute bei Mopeds und Motorrädern ohne Kraftstoffanzeige üblich und ganz einfach in das Kraftstoffventil unter dem Tank integriert, das dafür eine dritte Schwenkposition hat.
Auch gibt es die Möglichkeit (BMW 600, Trabant bis 1990), die Füllhöhe im Tank mit einem Messstab zu prüfen.

## Akkumulator-Zustandsanzeige
Im englischen Sprachgebrauch wird die Kraftstoffanzeige als „Fuel gauge“ bezeichnet. In der Elektronik gibt es zur Ladezustandsanzeige von Akkumulatoren Schaltkreise, die ebenfalls als „Fuel gauge“ bezeichnet werden: Sie zeigen den Ladezustand des Akkumulators wie eine Kraftstoffanzeige an.